# Снопковські
Снопковські гербу Равич — польський шляхетський рід. Чимало представників — урядники Королівства Польського. За К. Несецьким, першим почав підписуватись як «Снопковський» Рафал Ожаровський — дідич Снопкува (тепер село Польщі, Ґміна Ясткув).

## Особи
- Анджей (Андрій) — хорунжий белзький, ймовірно, фундатор каплиці-усипальниці у Белзі, його герб є на її стіні[2]

- Якуб — Войський холмський, дружина Анна Гербурт, те, що вона донька белзького каштеляна — помилкове твердження Шимона Окольського
  - Стефан — коронний хорунжий
  - Ядвіґа (†11.10.1597) — дружина луцького старости Марека Собеського, померла через кілька днів після народження другого сина

- NN — хорунжий летичівський, дружина Йоанна з роду Фредро, сяноцька каштелянка
- NN — каштелян любачівський